# Willem Cornelisz. Duyster

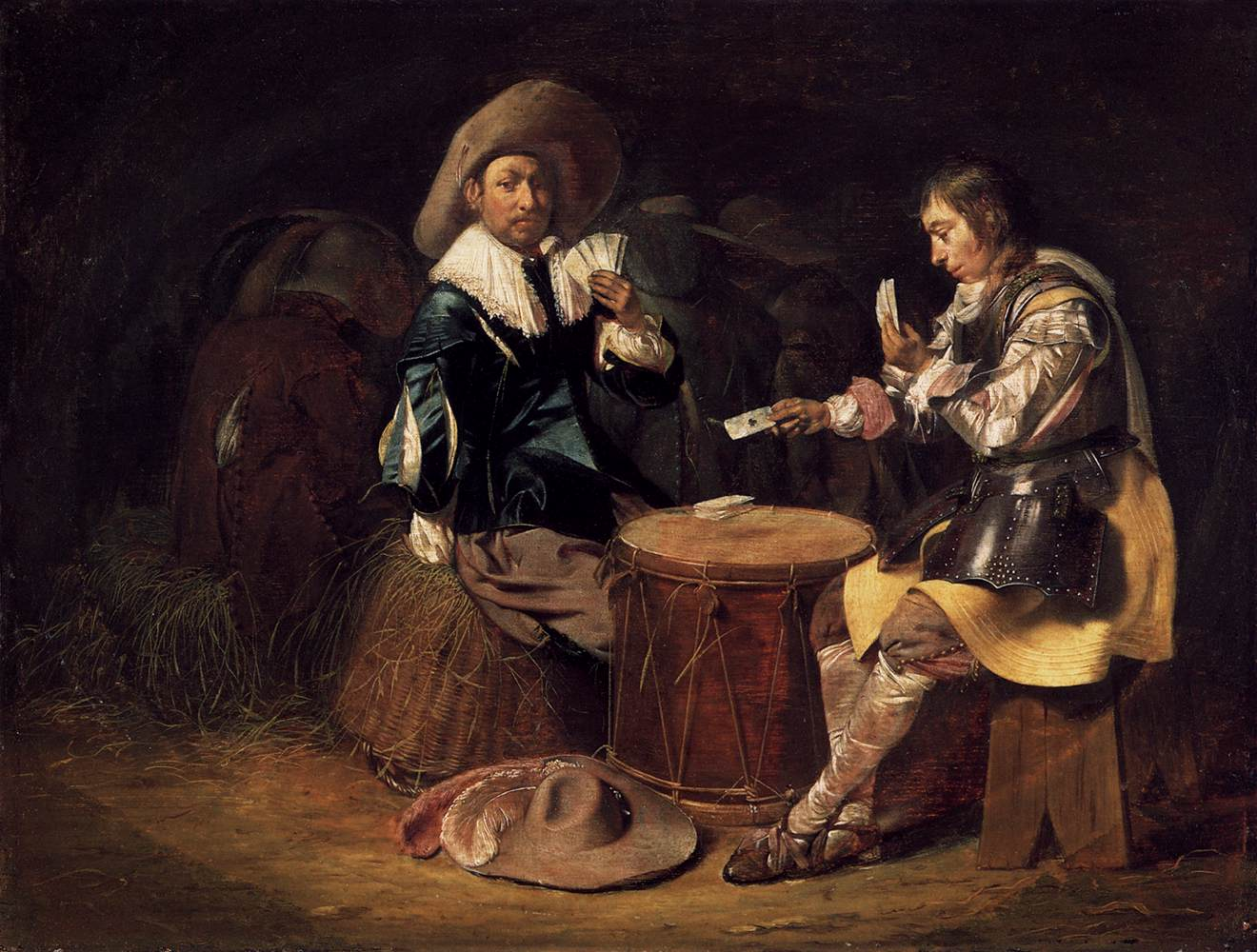
Kaartspelende soldaten, ca. 1630, Staatsgalerie Alte Meister, Augsburg

Willem Cornelisz. Duyster (Amsterdam, 1599 - aldaar, 1635) was een Nederlands kunstschilder en tekenaar uit de Gouden Eeuw. Hij vervaardigde portretten en genrestukken, vaak met militairen in een wachtlokaal, die zich bezighouden met kaartspelen, roken, drinken, ruzie zoeken of de buit verdelen. Hij was met name bekwaam in het weergeven van kleding en andere textielstoffen.
Willem Duyster werd op 30 augustus 1599 gedoopt in de Amsterdamse Oude Kerk. Hij was de oudste van vier kinderen uit het tweede huwelijk van zijn vader Cornelis Dircksz. met de uit Noorwegen afkomstige Hendrikje Jeronimus. Uit zijn eerste huwelijk had hij twee kinderen. In 1620 verhuisde de familie vanuit de Paternostersteeg naar de Koningsstraat. Het huis dat het gezin daar bewoonde, heette 'De Duystere Werelt'. Aan deze naam ontleende Willem zijn achternaam. Deze komt voor het eerst voor in een document van 1 juli 1625 waarin sprake is van een hevige ruzie tussen Willem Duyster en zijn voormalige vriend en leermeester Pieter Codde.
In 1631 trouwde hij met de toen 30-jarige Margrieta Kick, een zuster van de schilder Simon Kick. Zijn ondertrouw, op 5 september van dat jaar, vond plaats op dezelfde dag dat Simon Kick in ondertrouw ging met Willems zuster Stijntje Duyster.
Willem Duyster overleed in 1635 ten gevolge van de pest. Hij werd op 31 januari begraven in de Zuiderkerk.